# Los TNT

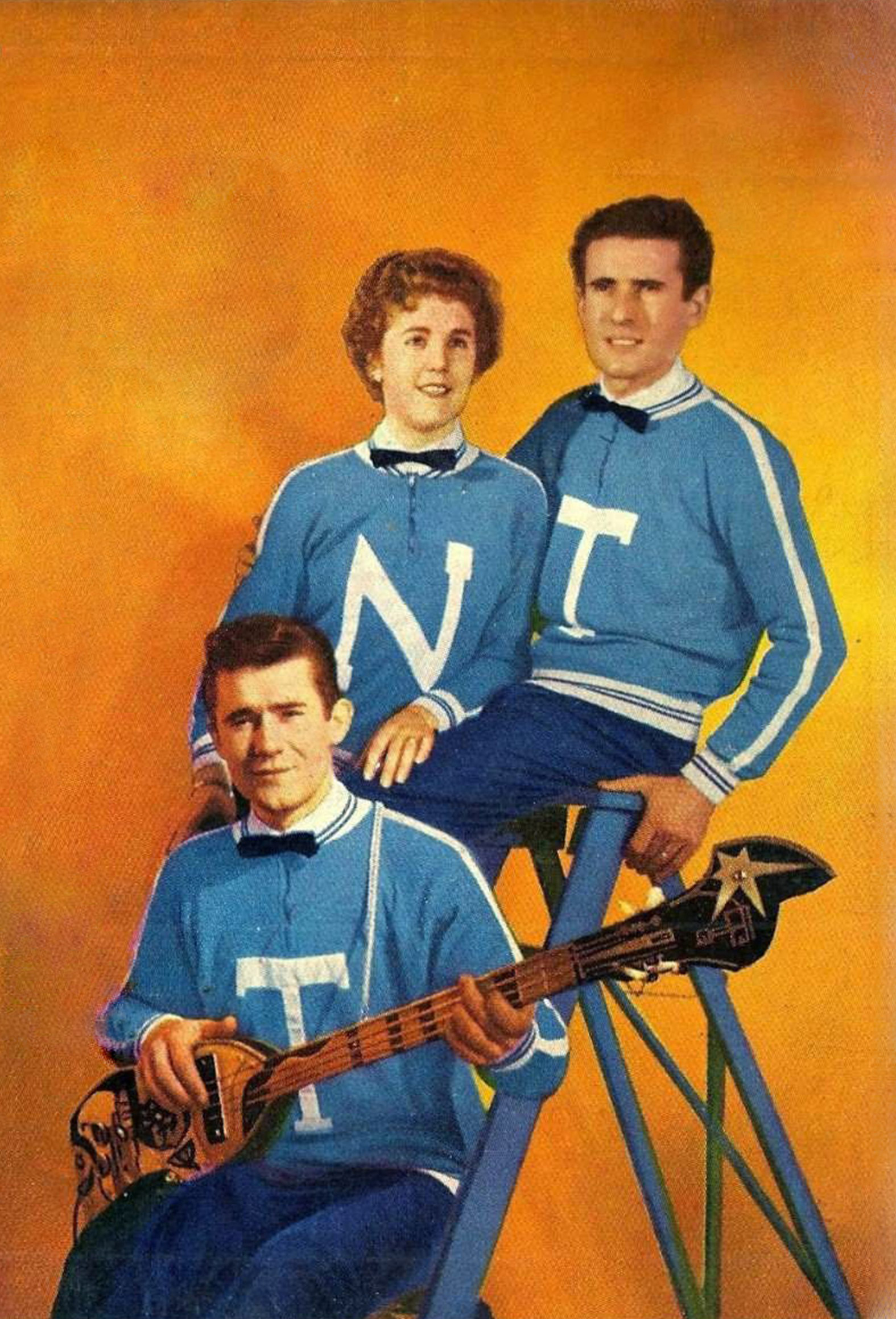
Los TNT (1960)

Los TNT war eine uruguayische Rock-’n’-Roll-Band, bestehend aus den Geschwistern Tim (* 1936), Nelly (* 1941) und Tony Croatto (1939–2005). Die Familie emigrierte 1946 vom italienischen Udine nach La Paz, danach 1953 nach Montevideo, dort wurde die Band gegründet.

## Werdegang
Nach einem Umzug 1959 ins argentinische Buenos Aires wurde die Gruppe von RCA Records entdeckt. Ihre erste Single Eso, Eso, Eso war direkt ein Erfolg in ganz Südamerika, zwei Alben folgten. 1962 zog die Band nach Spanien, um dort mit dem Label Belter zusammenzuarbeiten.
Sie wurden von der Rundfunkanstalt TVE ausgewählt, Spanien beim Grand Prix Eurovision 1964 zu vertreten. Mit der Ballade Caracola erreichten sie den zwölften Platz. Wegen zu geringen Erfolgs in Spanien ging die Gruppe wieder zurück nach Argentinien. 1966 kam es zur Trennung, Nelly und Tony machten noch bis 1974 als Duo Nelly y Tony Musik.